# Burkholderiales
Burkholderiales — ряд бета-протеобактерій. Ряд включає кілька патогенів людини, включаючи види родів Burkholderia і Bordetella. Також ряд включає рід Oxalobacter та пов'язаних бактерій, незвичайних у своїй здатності використання щавлевої кислоти як джерела вуглецю.